# Новое (Дергачёвский район)
Новое (укр. Нове) — посёлок,
Русско-Лозовской сельский совет,
Дергачёвский район,
Харьковская область, Украина.
Код КОАТУУ — 6322082003. Население по переписи 2001 года составляет 74 (32/42 м/ж) человека.

## Географическое положение
Село Новое находится в верховьях балки Стульневой балки (балки Стульнева?), по ней протекает пересыхающий ручей, который через 7 км впадает в реку Лопань; на ручье сделано несколько запруд.
На расстоянии в 1 км от села проходит автомобильная дорога М-20 (E 105).
Возле села много садовых участков и питомников.

## История
- Конец 1920-х годов — основание совхоза имени Народного комиссариата внутренних дел (животноводческого направления).[1]
- 1961 год — дата присвоения статуса село.
- В 2013 году изменён статус с село на посёлок[3].

## Экономика
- В селе при СССР была молочно-товарная ферма.

## Объекты социальной сферы
- Фельдшерско-акушерский пункт.